# حاشورة أمريكية
حاشورة أمريكية (الاسم العلمي: Entomophthora americana) هي نوع من الفطريات تتبع جنس الحاشورة من الفصيلة الحاشورية.